# Putumayo World Music
Putumayo World Music es una compañía discográfica estadounidense. El sello está distribuido por Koch Entertainment.

## Historia
Putumayo World Music, que tiene sus oficinas principales en la ciudad de Nueva York, se especializa en música folclórica, latinoamericana y afrocubana, además de otros géneros que pueden clasificarse como world music (música del mundo).[cita requerida]
La empresa se fundó en 1993 para presentar la música de las culturas del mundo. El sello creció a partir de la compañía de ropa Putumayo, fundada por Dan Storper en 1975 y que se vendió en 1997.[cita requerida]
Desde su creación, el sello se ha distinguido principalmente por sus rítmicas y melodiosas compilaciones de música popular internacional que caracteriza el lema de la compañía:

¡Garantizamos hacerte sentir bien!

El origen del nombre de la compañía es el río Putumayo, que cruza Colombia, Ecuador, Perú y Brasil.

## Portadas
Las portadas de los discos de Putumayo muestran el distintivo arte de Nicola Heindl, llenos de color y estilo folclórico que representa una de las metas de la compañía: unir lo tradicional y lo contemporáneo.

## Discografía
1993
- 101/103 The Best of World Music: Volume 1 - World Vocal (abril de 1993)
- 102/104 The Best of World Music: Volume 2 - World Instrumental (abril de 1993)
- 105/107 The Best of Folk Music: Contemporary Folk (agosto de 1993)
- 106/108 The Best of World Music: African (agosto de 1993)

1994
- 109/110 Kotoja: The Super Sawalé Collection (julio de 1994)
- 111/113 The Best of World Music: Reggae (julio de 1994)
- 112/114 The Best of World Music: World Dance Party (julio de 1994)
- 115-2  Shelter: The Best of Contemporary Singer-Songwriters (noviembre de 1994)
- 116-2  A Putumayo Christmas (noviembre de 1994)
- 117-2  The Dougie MacLean Collection (noviembre de 1994)

1995
- 118-2  The Laura Love Collection (marzo de 1995)
- 119-2  Women of the World: International (octubre de 1995)
- 120-2  Women of the World: Celtic I (octubre de 1995)

1996
- 121-2  The Touré Kunda Collection (19 de marzo de 1996)
- 122-2  The Dalom Kids and Splash Collection (19 de marzo de 1996)
- 123-2  A World Instrumental Collection (19 de marzo de 1996)
- 124-2  A Touré Kunda, Dalom Kids/Splash and World Instrumental Sampler
- 125-2  A Celtic Collection (2 de julio de 1996)
- 126-2  One World (2 de julio de 1996)
- 127-2  A Johnny Clegg and Julukka Collection (2 de julio de 1996)
- 128-2  Women’s Work (mayo de 1996)

1997
- 129-2  Islands (4 de febrero de 1997)
- 130-2  Travel the World with Putude mayo deo World Music (8 de abril de 1997)
- 131-2  ¡Latino! ¡Latino! (22 de julio de 1997)
- 132-2  Caribbean Party (22 de julio de 1997)
- 133-2  Women of the World: Celtic
- 134-2  Women of the World: Celtic II (9 de septiembre de 1997)
- 135-2  Music From the Coffee Lands I (7 de octubre de 1997)

1998
- 136-2  Romantica (13 de enero de 1998)
- 137-2  Women of Spirit (10 de marzo de 1998)
- 138-2  Ricardo Lemvo and Makina Loca: Mambo Yo Yo (19 de mayo de 1998)
- 139-2  Afro ~ Latino (19 de mayo de 1998)
- 140-2  Sam Mangwana: Galo Negro (19 de mayo de 1998)
- 141-2  Celtic Tides (29 de septiembre de 1998)
- 142-2  Reggae Around the World (30 de junio de 1998)
- 143-2  Cairo to Casablanca (25 de agosto de 1998)
- 144-2  A Native American Odyssey (10 de noviembre de 1998)

1999
- 145-2  Mali to Memphis (26 de enero de 1999)
- 146-2  Habib Koité & Bamada: Ma Ya (26 de enero de 1999)
- 147-2  Dublin to Dakar: A Celtic Odyssey (23 de febrero de 1999)
- 148-2  A Mediterranean Odyssey (6 de abril de 1999)
- 149-2  Cuba (25 de mayo de 1999)
- 150-2  Brasileiro (25 de mayo de 1999)
- 151-2  Africa (13 de julio de 1999)
- 152-2  Oliver Mtukudzi: Tuku Music (13 de julio de 1999)
- 153-2  Caribe! Caribe! (22 de junio de 1999)
- 154-2  World Playground I (24 de agosto de 1999)
- 155-2  The Equation: Hazy Daze (28 de septiembre de 1999)
- 156-2  Cape Verde (12 de octubre de 1999)
- 157-2  New World Party (9 de noviembre de 1999)
- 159-2  Italian Musical Odyssey (24 de octubre de 1999)

2000
- 158-2  Ricardo Lemvo and Makina Loca: Sao Salvador (22 de febrero de 2000)
- 160-2  Zydeco (25 de enero de 2000)
- 161-2  Louisiana Gumbo (25 de enero de 2000)
- 162-2  República Dominicana (22 de febrero de 2000)
- 163-2  South African Legends (25 de abril de 2000)
- 164-2  Miriam Makeba: Homeland (9 de mayo de 2000)
- 166-2  Mo’ Vida (23 de mayo de 2000)
- 167-2  Puerto Rico (23 de mayo de 2000)
- 168-2  Oliver Mtukudzi: Paivepo (13 de junio de 2000)
- 169-2  Festa Brasil (27 de junio de 2000)
- 170-2  Chico César (27 de junio de 2000)
- 171-2  Rita Ribeiro: Perolas Aos Povos (27 de junio de 2000)
- 172-2  Latinas (25 de julio de 2000)
- 174-2  Mariana Montalvo: Cantos del Alma (25 de julio de 2000)
- 176-2  Equation: The Lucky Few (11 de julio de 2000)
- 180-2  Music from the Tea Lands (22 de agosto de 2000)
- 181-2  A Putude mayo deo World Christmas (26 de septiembre de 2000)
- 182-2  A Jewish Odyssey (26 de septiembre de 2000)

2001
- 183-2  Carnival (9 de enero de 2001)
- 184-2  Cajun (9 de enero de 2001)
- 185-2  Gypsy Caravan (13 de febrero de 2001)
- 186-2  Gardens of Eden (13 de marzo de 2001)
- 187-2  Mexico (10 de abril de 2001)
- 188-2  Jamaica (8 de mayo de 2001)
- 189-2  Arabic Groove (12 de junio de 2001)
- 190-2  Colombia (10 de julio de 2001)
- 191-2  African Odyssey (11 de septiembre de 2001)
- 192-2  Habib Koité & Bamada: Baro (24 de julio de 2001)
- 193-2  World Playground II (11 de julio de 2001)
- 194-2  Music from the Coffee Lands II (9 de octubre de 2001)

2002
- 195-2  Samba Bossa Nova (8 de enero de 2002)
- 196-2  Mississippi Blues (12 de febrero de 2002)
- 197-2  Latin Groove (12 de marzo de 2002)
- 198-2  World Lounge (9 de abril de 2002)
- 199-2  Oliver Mtukudzi: Vhunze Moto (24 de abril de 2002)
- 200-2  Congo to Cuba (21 de mayo de 2002)
- 201-2  Latin Playground (11 de junio de 2002)
- 202-2  Asian Groove (27 de agosto de 2002)
- 203-2  Rumba Flamenco (24 de septiembre de 2002)
- 204-2  Afro-Portuguese Odyssey (22 de octubre de 2002)
- 205-2  Calypso (19 de noviembre de 2002)

2003
- 206-2  Global Soul (14 de enero de 2003)
- 207-2  African Playground (19 de febrero de 2003)
- 208-2  Cover the World (19 de febrero de 2003)
- 209-2  Euro Lounge (11 de marzo de 2003)
- 210-2  African Groove (22 de abril de 2003)
- 211-2  French Caribbean (20 de mayo de 2003)
- 212-2  Dreamland (20 de mayo de 2003)
- 213-2  Salsa Around the World (24 de junio de 2003)
- 214-2  The Oliver Mtukudzi Collection: The Tuku Years (8 de julio de 2003)
- 215-2  American Blues (26 de agosto de 2003)
- 216-2  Brazilian Groove (9 de septiembre de 2003)
- 217-2  The Putude mayo deo World Music 10th Anniversary Collection (21 de octubre de 2003)
- 218-2  Christmas Around the World (7 de octubre de 2003)
- 219-2  French Café (11 de noviembre de 2003)

2004
- 220-2  Sahara Lounge (20 de enero de 2004)
- 221-2  World Reggae (24 de febrero de 2004)
- 222-2  Sing Along with Putude mayo deo (23 de marzo de 2004)
- 223-2  Women of Africa (27 de abril de 2004)
- 224-2  Nuevo Latino (25 de mayo de 2004)
- 225-2  Greece: A Musical Odyssey (29 de junio de 2004)
- 226-2  Caribbean Playground (27 de julio de 2004)
- 227-2  World Groove (24 de agosto de 2004)
- 228-2  Women of Latin America (21 de septiembre de 2004)
- 229-2  Blues Lounge (5 de octubre de 2004)
- 230-2  Music from the Chocolate Lands (9 de noviembre de 2004)
- 231-2  South Pacific Islands (23 de noviembre de 2004)

2005
- 232-2  New Orleans (25 de enero de 2005)
- 233-2  Kermit Ruffins 1 de febrero de 2005)
- 234-2  Acoustic Brazil (25 de febrero de 2005)
- 235-2  Afro–Latin Party (22 de marzo de 2005)
- 236-2  Mali (3 de mayo de 2005)
- 237-2  North African Groove (7 de junio de 2005)
- 238-2  Italian Café (21 de junio de 2005)
- 239-2  Swing Around the World (5 de julio de 2005)
- 240-2  American Folk (9 de agosto de 2005)
- 241-2  Latin Lounge (6 de septiembre de 2005)
- 242-2  French Playground (4 de octubre de 2005)
- 243-2  Celtic Crossroads (4 de octubre de 2005)
- 244-2  Asian Lounge (8 de noviembre de 2005)

2006
- 245-2  The Caribbean (10 de enero de 2006)
- 246-2  Reggae Playground (24 de enero de 2006)
- 247-2  Brazilian Lounge (21 de febrero de 2006)
- 248-2  Turkish Groove (21 de marzo de 2006)
- 249-2  Paris (18 de abril de 2006)
- 250-2  Folk Playground (23 de mayo de 2006)
- 251-2  ¡Baila!: A Latin Dance Party (23 de mayo de 2006)
- 252-2  Music from the Wine Lands (27 de junio de 2006)
- 253-2  Blues Around the World (25 de julio de 2006)
- 254-2  Acoustic Africa (5 de agosto de 2006)
- 255-2  Radio Latino (3 de octubre de 2006)
- 256-2  New Orleans Christmas (3 de octubre de 2006)
- 257-2  New Orleans Playground (17 de octubre de 2006)
- 258-2  One World, Many Cultures (7 de noviembre de 2006)
- 259-2  Asian Dreamland (5 de diciembre de 2006)

2007
- 260-2  A New Groove (30 de enero de 2007)
- 261-2  Women of the World: Acoustic (27 de febrero de 2007)
- 262-2  Gypsy Groove (27 de marzo de 2007)
- 263-2  Putumayo World Party (24 de abril de 2007)
- 264-2  Animal Playground (22 de mayo de 2007)
- 265-2  Latin Jazz (26 de junio de 2007)
- 266-2  Americana (31 de julio de 2007)
- 267-2  World Hits (28 de agosto de 2007)
- 268-2  Israel (25 de septiembre de 2007)
- 269-2  Brazilian Playground (25 de septiembre de 2007)
- 270-2  New Orleans Brass (23 de octubre de 2007)
- 271-2  Tango Around the World (23 de octubre de 2007)
- 272-2  Celtic Dreamland (6 de noviembre de 2007)

2008
- 273-2  Latin Reggae (22 de enero de 2008)
- 274-2  Hawaiian Playground (22 de enero de 2008)
- 275-2  Euro Groove (11 de marzo de 2008)
- 276-2  African Party (29 de abril de 2008)
- 277-2  African Dreamland (29 de abril de 2008)
- 278-2  Café Cubano (27 de mayo de 2008)
- 279-2  Québec (10 de junio de 2008)
- 280-2  Reggae Around the World (Relanzado por demanda popular)
- 281-2  Acoustic France (18 de agosto de 2008)
- 282-2  Acoustic Arabia (2 de septiembre de 2008)
- 283-2  Sesame Street Playground (30 de septiembre de 2008)
- 285-2  A Jazz & Blues Christmas (28 de octubre de 2008)
- 286-2  Women of Jazz (28 de octubre de 2008)

2009
- 287-2  African Reggae (27 de enero del 2009)
- 288-2  India (24 de febrero de 2009)
- 289-2  Salsa (24 de marzo de 2009)
- 290-2  Italia (19 de mayo de 2009)
- 291-2  European Playground (19 de mayo de 2009)
- 292-2  Brazilian Café (28 de julio de 2009)
- 293-2  Picnic Playground (28 de julio de 2009)
- 294-2  España (29 de septiembre de 2009)
- 295-2  A Family Christmas

2010
- 296-2  Jazz Around the World
- 297-2  Rhythm and Blues
- 298-2  India
- 299-2  Jazz Playground (9 de marzo de 2010)
- 300-2  Latin Party
- 301-2  South Africa
- 302-2  Rock & Roll Playground (24 de agosto de 2010)
- 303-2  Tribute to a Reggae Legend (24 de agosto de 2010)
- 304-2  Yoga
- 305-2  World Christmas Party

2011
- Jazz
- Rumba, Mambo, Cha-cha-cha
- Latin Beat
- Celtic Christmas
- Acoustic Dreamland
- African Beat
- Bossa Nova Around the World
- Kids World Party

2012
- 315 Brazilian Beat (31 de enero de 2012)
- 316 Instrumental Dreamland (28 de febrero de 2012)
- 317 African Blues (24 de abril de 2012)
- 318 Cowboy Playground (22 de mayo de 2012)
- 319 Bluegrass (22 de mayo de 2012)
- 320 Arabic Beat (31 de julio de 2012)
- 321 Latin Beat (Re-Release with 3 new tracks) (11 de septiembre de 2012)
- 322 European Playground (Re-Release with 3 new tracks) (11 de septiembre de 2012)
- 323 World Yoga (30 de octubre de 2012)
- 324 World Sing-Along (30 de octubre de 2012)
- 325 A Jewish Celebration (November 2012)

2013
- 326 Vintage France (26 de febrero de 2013)
- 327 African Beat (Updated)
- 328 Rhythm & Blues (Updated)
- 329 Latin Dreamland
- 330 Women of Brazil (September 2013)
- 331 Brazilian Lounge (Re-Release) (September 2013)
- 332 Brazilian Beat (Re-Release) (September 2013)
- 333 Acoustic America (September 2013)
- 334 American Playground (September 2013)
- 336 Reggae Playground (Re-Release with 3 new tracks) (August 2013)
- 337 World Reggae (Re-Release with 6 new tracks) (August 2013)
- 338 Café Latino (September 2013)
- 339 Latin Lounge (Re-Release with 3 new tracks) (September 2013)
- 340 Acoustic Christmas (November 2013)

2014
- 341 Native America
- 342 Music of the Andes
- 343 Australia
- 344 Australian Playground
- 345 Americana (Re-Release with 6 new tracks)
- 346 Cajun (Re-Release with 5 new tracks)